# Disporella pila
Disporella pila är en mossdjursart som beskrevs av Ernst Marcus 1955. Disporella pila ingår i släktet Disporella och familjen Lichenoporidae. Inga underarter finns listade i Catalogue of Life.